# Machida Yamato
Machida Yamato (町田 也真人, sinh ngày 19 tháng 12 năm 1989) là một cầu thủ bóng đá người Nhật Bản thi đấu ở vị trí tiền vệ cho JEF United Chiba ở J. League Division 2.

## Sự nghiệp
Sau khi tốt nghiệp trung học, anh vào Đại học Senshu và chơi bóng. Tốt nghiệp đại học năm 2012, anh ký hợp đồng với JEF United Chiba. Anh ra mắt ở trong thất bại trên sân khách (0–2) trước Kyoto Sanga ngày 11 tháng 3 năm 2012 khi thay cho Kazuki Oiwa ở phút thứ 89.

## Thống kê câu lạc bộ
Cập nhật đến ngày 10 tháng 12 năm 2017.
| Thành tích câu lạc bộ | Thành tích câu lạc bộ | Thành tích câu lạc bộ | Giải vô địch | Giải vô địch | Cúp                   | Cúp                   | Khác    | Khác      | Tổng cộng | Tổng cộng |
| Mùa giải              | Câu lạc bộ            | Giải vô địch          | Số trận      | Bàn thắng    | Số trận               | Bàn thắng             | Số trận | Bàn thắng | Số trận   | Bàn thắng |
| Nhật Bản              | Nhật Bản              | Nhật Bản              | Giải vô địch | Giải vô địch | Cúp Hoàng đế Nhật Bản | Cúp Hoàng đế Nhật Bản | Khác1   | Khác1     | Tổng cộng | Tổng cộng |
| --------------------- | --------------------- | --------------------- | ------------ | ------------ | --------------------- | --------------------- | ------- | --------- | --------- | --------- |
| 2012                  | JEF United Chiba      | J2 League             | 7            | 0            | 2                     | 0                     | –       | –         | 9         | 0         |
| 2013                  | JEF United Chiba      | J2 League             | 9            | 0            | 2                     | 0                     | 1       | 0         | 12        | 0         |
| 2014                  | JEF United Chiba      | J2 League             | 27           | 0            | 4                     | 1                     | 1       | 0         | 32        | 1         |
| 2015                  | JEF United Chiba      | J2 League             | 17           | 1            | 2                     | 1                     | –       | –         | 19        | 2         |
| 2016                  | JEF United Chiba      | J2 League             | 32           | 11           | 3                     | 0                     | –       | –         | 35        | 11        |
| 2017                  | JEF United Chiba      | J2 League             | 36           | 6            | 2                     | 0                     | 1       | 0         | 39        | 6         |
| Tổng                  | Tổng                  | Tổng                  | 128          | 18           | 15                    | 2                     | 3       | 0         | 146       | 20        |

1Bao gồm J1 Promotion Playoffs.